# The Downtown Fiction
The Downtown Fiction is een Amerikaanse poppunk-band uit Fairfax (Virginia). Ze staan sinds september 2013 onder contract bij Photo Finish Records. De naam is afkomstig uit de film Pulp Fiction.

## Beginjaren
Leadzanger Cameron Leahy en ex-drummer Eric Jones werden vrienden op de middelbare school, en ze richtte in 2008 The Downtown Fiction op. Ze begonnen met demo's op MySpace te zetten, en begonnen fans te krijgen. Op zoek naar een bassist, stuitte ze op David Pavluk.

## 2009-heden
The Downtown Fiction toerde een jaar, en tekende al snel een contract bij Photo Finish Records. Een ep van de band kwam uit in maart 2009. De ep had succes, en daarom werd er ep 'Best I ever had' bijgevoegd. In augustus 2010 kwam hun eerste videoclip uit: I Just Wanna Run.
Op 15 september 2011 maakte de band bekend dat drummer Eric Jones ermee stopte, om wat anders in de muziek te gaan doen. Als zijn vervanger werd live-gitarist Wes Dimond als nieuwe drummer gekozen.

## Bandleden
- Cameron Leahy - Zang, gitaar (2008-heden)
- David Pavluk - Bas, achtergrondzang (2008-heden)
- Wes Dimond - Gitaar, achtergrondzang (2011-heden)
- Kyle Rodgers - Drums (2011-heden)

## Voormalig bandleden
- Devin Cooper - Bas (2008)
- Eric Jones - Drums (2008-2011)

## Discografie
- The Downtown Fiction (2009)
- Best I Never Had (2010)
- The Double (EP) (2010)
- Let's Be Animals (2011)
- Pineapple (EP) (2011)
- Losers & Kings (2014)